# Tilting Train Express
A Tilting Train Express (TTX) vagy más néven a Hanvit 200 egy kísérleti nagysebességű billenőszekrényes villamos motorvonat Dél-Koreában. A vonat tervezett menetrend szerinti sebessége 180 km/h. A vonatot a Hyundai Rotem készítette 2007-ben. Az első tervek szerint 2010-ben állították volna forgalomba.